# Кяпюля (станція)
60°13′14″ пн. ш. 24°56′51″ сх. д. / 60.220556° пн. ш. 24.9475° сх. д.
Кяпюля (фін. Käpylän rautatieasema, швед. Kottby järnvägsstation) — залізнична станція мережі приміських залізниць Гельсінкі, розташована в Кяпюля, Гельсінкі, Фінляндія, між станціями Оулункюля та Пасіла, приблизно за 6 км N від Гельсінкі-Центральний.
Пасажирообіг у 2019 склав 1,446,326 осіб 

Відкрита 1910 року. 
Конструкція — наземна відкрита, з двома прямими острівними платформами.

## Пересадки
- Автобуси: 53, 56, 61, 61N, 64, 66, 67, 67N, 69, 600, 603, 611, 611B, 614, 617, 623, 633, 633N, 643, 643K